# Piotr i Paweł
Piotr i Paweł — польская сеть супермаркетов, работавшая с 1990 по 2019 год, созданная Элеонорой Вось и её сыновьями Петром и Павлом. Штаб-квартира сети находится в Познани. Оборот сети в 2016 году составил 450 миллиона евро, чистая прибыль 514 миллиона злотых. В 2019 сеть насчитывала 148 магазинов.

## История
Первый магазин открылся в конце октября 1990 года в Познани. Он был назван в честь основателей, братьев Петра и Павла Вось.
В 2003 сеть начала продажи через Интернет. 
2018 год оказался крайне сложным для сети Piotr i Paweł, поскольку поставщики начали подавать на сеть в суд из-за несвоевременных платежей. В итоге было подано заявление о банкротстве Piotr i Pawel, а вскоре руководство сети подало требование о возмещении, дело которого длилось 2,5 года. С начала 2018 года сеть закрыла 36 торговых точек, продала 5 магазинов сети Biedronka и открыла 3 новых магазина, доведя количество магазинов на конец третьего квартала 2018 года до 108.
30 августа 2019 года компании группы достигли соглашения с банками, которые являются их крупнейшими кредиторами. Был найден инвестор, пообещавший погасить часть долгов за приобретение сети за 1 злотый. В октябре 2019 года 80-процентная доля в обременённой долгами сети супермаркетов Piotr i Paweł была приобретена голландской компанией Spar Group за символическую сумму в 1 евро. Spar Group достиг договорённости с кредиторами сети о погашении 95 миллионов злотых долгов в марте 2020 года.
Несмотря на приобретение, сеть продолжала испытывать финансовые трудности, и за всё это время ни разу не зафиксировала годовой прибыли. В середине октября 2021 года последний магазин сети был переименован в Eurospar, таким образом Piotr i Paweł окончательно исчезли с рынка.